# Sioni-Kirche (Rustawi)
Die Kirche der Mariä Himmelfahrt in Rustawi (georgisch ყოვლადწმინდა ღვთისმშობლის მიძინების სახელობის ტაძარი), besser bekannt als Rustawier Sioni-Kirche (georgisch რუსთავის სიონი), ist eine georgisch-orthodoxe Kirche in der georgischen Stadt Rustawi. Sie wurde in den Jahren 2000 bis 2011 errichtet. Der Entwurf stammt von Bessarion Menabde, Nikolos Abaschidse und Nikolos Dadiani; die Bauarbeiten wurden von Temur Burkiaschwili geleitet.
Die Rustawier Sioni-Kirche wurde am 27. August 2011 vom Erzbischof von Rustawi und Marneuli Ioane geheiligt. Am nächsten Tag, dem 28. August und Mariä Himmelfahrt der georgischen orthodoxen Kirche, wurde in der neuen Kirche der erste feierliche Gottesdienst abgehalten.

## Bauwerk
Die Kirche wurde als Kreuzkuppelkirche mit drei Apsiden in der Ostseite errichtet. Der Hauptkorpus der Kirche ist von einer halbkreisförmigen Galerie umgeben. Die Kirche ist 19 Meter hoch. Im Baustil ist Rustawier Sioni-Kirche den georgischen Kirchengebäuden aus dem 11. bis 12. Jahrhundert nachempfunden. Sie ähnelt den Kirchen in Nikorzminda, Kazchi und Bana (heute in der Türkei). Auch die Ornamente, die den Wänden schmücken, entsprechen den mittelalterlichen traditionellen georgischen Ornamenten aus den verschiedenen Kirchen. Die Rustawier Sioni-Kirche ist mit dem Steinplatten gedeckt. In den Wänden und Gewölben sind die seismischen Zonen eingebaut, was auch für die georgischen mittelalterlichen Architektur charakteristisch war.
In den Bauarbeiten der Rustawier Sioni-Kirche wurde keine moderne Technik genutzt; als Baumaterial wurde nur der Stein und Mörtel verwendet. Der Kalkmörtel wurde nach dem alten Brauch mit Eigelb hergestellt. Den Architekten zufolge nimmt die Festigkeit dieses traditionellen Kalkmörtels nach und nach noch zu und das Gebäude jahrhundertelang halten. Die Rustawier Sioni-Kirche ist das erste georgische Kirchengebäude seit mehreren Jahrhunderten, das nach den traditionellen Bräuchen gebaut wurde.
Die Bauarbeiten wurden 2000 begonnen. Die Steine, aus denen die Kirche gebaut ist, stammen aus dem Dorf Nitschbissi bei Mzcheta. Dieser Stein wurde auch beim Bau der Swetizchoweli-Kathedrale und Antschischati-Kirche verwendet.